# Браше, Эрнест Иванович
Эрнест Иванович Браше (нем. Ernst Konrad Otto Brasche; 15 [27] ноября 1873, Ревель — 12 ноября 1933, Таллин) — российский яхтсмен и эстонский шахматист. Входил в олимпийскую сборную России, бронзовый призёр Олимпийских игр 1912 года в Стокгольме в парусном спорте (класс «10 метров»). Потомственный почётный гражданин.
В экипаж «Галлии II» (владелец яхты — Александр Вышнеградский) кроме него входили:
Эспер Белосельский, Карл Линдхолм, Николай Пушницкий, Александр Родионов, Филип Штраух и Иосиф Шомакер.

## Биография
Родился 15 (27) ноября 1873 года в Ревеле и был третьим ребёнком Иоганна Генриха Браше. Мать, Анна Вильгельмина, умерла в 1875 году, через две недели после рождения четвёртого ребенка. Ещё через два года отец снова женился — на сестре своей покойной жены, Сельме Эмили. В семье родилось ещё трое детей.
Все дети получили хорошее образование. Эрнест в 1893 году окончил Ревельскую Николаевскую гимназию. Затем получил высшее образование — в 1894—1899 гг. учился на медицинском факультете Юрьевского университета. Был членом студенческого общества «Эстония» и университетского шахматного клуба. В 1897—1900 годах был участником Юрьевского и Ревельского шахматных турниров; также участвовал в 1-м Балтийском турнире 1899 года в Риге, где занял 6-е место в соревновании 12 шахматистов.
В 1903 году женился на оперной певице Марте Матильде Дзирне (1871—1966). У них было три дочери: Ева (1904—?), Эрика (1908—?) и Дагмар (1914—1977).
Работал в морской школе Кясму, где начал заниматься парусным спортом. В 1909 году приобрёл шлюп «Денеб» и вступил в Эстляндский морской яхт-клуб. После переезда в Санкт-Петербург в 1912 году стал членом Императорского речного яхт-клуба. В том же году в составе экипажа яхты «Галлия II» завоевал бронзовую медаль Олимпийских игр в Стокгольме.
Во время русско-японской войны был врачом Российского Красного Креста в Харбине.
Во время Первой мировой войны с 1915 года работал главным хирургом в госпитале в Петрограде.
В 1918 году вернулся с семьей в Эстонию. Во время Освободительной войны 1919—1920 гг. был врачом 2-го Таллиннского военного госпиталя, где продолжал работать после войны до 1925 года. После этого он работал частным врачом в области болезней горла, ушей и носа в Таллине и Хаапсалу.
В 1921 году он стал первым чемпионом Таллина по шахматам. На 1-м чемпионате Эстонии по шахматам (26.12.1922—6.01.1923) Эрнест Браше завоевал бронзовую медаль, став терьим — после Пауля Ринне и Йоханнеса Тюрна. Он также выступил одним из спонсоров турнира, представив в качестве приза серебряного шахматного коня. Э. Лукк писал: «Доктора Э. Брашета можно назвать теоретиком, одинаково сильным и основательным в дебюте и эндшпиле, атаке и защите».
Был награждён орденами Св. Станислава 3-й и 2-й степеней и орденом Св. Анны 3-й степени.
Умер 12 ноября 1933 года в Таллине.